# Piasecki X-49 Speedhawk
Il Piasecki X-49 Speedhawk è un elicoplano sperimentale bimotore, rotore a quattro pale, sviluppato da parte della Piasecki Aircraft Corporation. L'X-49A è basato sulla cellula di un YSH-60F Seahawk della Sikorsky, ma utilizza la tecnologia "spinta vettoriale con elica intubata" (vectored thrust ducted propeller - VTDP) della Piasecki ed inoltre è fornito di ali portanti.

Il fine del programma sperimentale è quello di applicare la tecnologia VTDP ad un elicottero militare di produzione per determinare eventuali benefici; ad esempio l'aumento di prestazioni o di carico utile trasportabile.

## Storia del progetto
Sponsor del progetto fu la U.S. Navy con 26,1 milioni di dollari. Esso consisteva di un elicottero Sikorsky YSH-60F modificato come banco di prova per verificare la tecnologia VTDP.
Il contratto fu assegnato dalla Naval Air Systems Command alla Piasecki Aircraft Corporation, la quale installò sull'YSH-60F un'ala portante con flaperon e l'elica intubata per il VTDP.
La tecnologia che trasformò L'YSH-60F in elicoplano era stata dimostrata in precedenza negli studi dei Piasecki 16H-1 e 16H-1A, nei primi anni 1960, quando questi velivoli erano stati spinti fino a 360 km/h (225 mph).

Il successo del Piasecki 16H Pathfinder ispirò altri produttori a sperimentare elicoplani, e ne risultarono programmi come l'AH-56 Cheyenne.
Nel maggio 2003 il dimostratore YSH-60F/VTDP fu ridesignato X-49A.
Nel corso del 2004 poi, il programma l'X-49A transitò dalla Marina degli Stati Uniti all'esercito.

## Tecnica
Il dimostratore di volo X-49A è stato sviluppato con il contributo dell'"Aviation Applied Technology Directorate" dell'esercito degli Stati Uniti per dimostrare la capacità di aumentare la velocità degli elicotteri esistenti fino a 360 km/h o più.
Il dimostratore volo è stato aggiornato con un'ala presa da un jet Aerostar FJ-100.
È stata aggiunta una coda ad anello contenente l'elica intubata e la trasmissione è stata modificata per accogliere il VTDP.
Le ali sono destinate a produrre portanza per togliere questo ruolo al rotore; questo può così essere rallentato e produrre meno resistenza, consentendo una maggiore velocità.
I controlli sono modificati con l'aggiunta di un comando manuale del passo dell'elica sul collettivo per la coda anello.
Questo è l'unico cambiamento visibile nei controlli del velivolo nella cabina di guida.
Gli altri controlli necessari al funzionamento dei sistemi dell'elicoplano sono integrati nei controlli esistenti per ridurre il carico di lavoro del pilota.
Il peso aggiunto al dimostratore X-49A è stimato in circa 725 kg (1 600 lb).

## Impiego operativo
L'X-49A fece il suo primo volo il 29 giugno 2007; esso durò 15 minuti e si tenne al centro di volo "New Castle County" della Boeing (KILG).
Questo volo incluse manovre di hovering, giro coi pedali, e lenti tratti di volo avanti e indietro e di lato, usando il VTDP come controllo anti-coppia, controllo direzionale e trim.
L'X-49A ha completato la sua prima fase di test, ha volato più di 80 volte per un totale di oltre 80 ore.